# Хэ (село)
Хэ — упразднённое село на территории Надымского района Ямало-Ненецкого автономного округа России.
Согласно постановлению Администрации ЯНАО от 20 ноября 2007 года является памятником регионального значения «Бывшее село Хэ».

## География
Было расположено на южном берегу Обской губы (участка Надымской Оби), в 50 км к западу от устья реки Надым, в 34 км к востоку от села Кутопьюган и в 112 км к северо-западу от райцентра, города Надым (по прямой).

## История
Село начало формироваться в 1880 году как место, откуда началась православная миссионерская деятельность.
В 1896 году в Хэ построено 6 жилых домов, 5 нежилых строений, 4 бани.
В 1898 году иеромонах Василий (Бирюков) создал Хэнский миссионерский стан. В 1908 году был построен храм Николая Угодника. К этому времени насчитывалось уже 17 домов. Посёлок Хэ служил постоянным местожительством одного из обдорских миссионеров. Под звон церковных колоколов съезжались на церковные праздники ненцы, зыряне, русские казаки со всех близлежащих поселков и стойбищ Ямала.
В 1914 году здесь была открыта школа-пансионат. В 1918 год — в селе начала работу общеобразовательная школа-пансионат для детей всех национальностей.
В 1920 год — установлена власть большевиков и организован исполнительный сельскохозяйственный комитет.
В 1920—1921 годы — разверстка с изъятием оленей, лодок, орудий лова, дорогой одежды, и других ценностей у населения.
В 1921 год — организован Хэнский сельский революционный комитет.
С марта по май 1920 года жители села участвовали в антибольшевистском мятеже.
В 1922 год по Хэ прокатилась эпидемия оспы, из 15 рыболовных мужских артелей осталось 4.
С образованием 3 ноября 1923 года Обдорского района Хэ стало центром Хэнского сельского совета.
С лета 1927 года по 17 августа 1930 года в Хэ отбывал ссылку формальный глава Русской православной церкви — Местоблюститель Патриаршего престола митрополит Петр (Полянский). В этот поселок на край света ходили гонцы из Московской Патриархии. Приносили почту, посылки, всевозможные сообщения о жизни Церкви.
10 декабря 1930 года Обдорский район был упразднён, а село Хэ стало временным административным новообразованного Надымского района пока отстраивался посёлок Ныда, куда в 1934 году был перенесен центр Надымского района.
В 1932 год — организация колхоза «Промышленник».
В 1934 год — с храма снят колокол и сожжены иконы.
В 1942 год — установление резиденции Военторга с разрешением заготовки мяса, дичи, грибов и ягод.
В 1973 году началось массовое переселение населения в посёлок Кутопьюган.
В 1994 году Патриарх Московский и всея Руси Алексий II во время поездки по Ямало-Ненецкому автономному округу освятил фундамента возрождаемой часовни в поселке Хэ.
На рубеже XX—XXI веков посёлок назывался «почти исчезнувшим» — здесь по нескольку месяцев в году жили потомки старожилов, ухаживающие за памятниками на погосте и часовней.

## Современное состояние
В настоящее время на территории заброшенного села расположен единственный дом, построенный в 1950-е годы для оседавших кочевников, других строений более раннего периода не сохранилось. На старом сельском кладбище в 1990 году построена православная часовня.